# روبرتو سواريز
روبرتو سواريز (بالإسبانية: Roberto Suárez)‏ هو مجدف أرجنتيني، ولد في 17 فبراير 1924.

## وصلات خارجية
- روبرتو سواريز على موقع الاتحاد الدولي للتجديف (الإنجليزية)
- روبرتو سواريز على موقع اللجنة الأولمبية الدولية (الإنجليزية)
- روبرتو سواريز على موقع أوليمبيديا (الإنجليزية)